# Europapokal der Landesmeister (Handball) der Frauen 1961/62
Der Europapokal der Landesmeister der Frauen 1961/62 war die 2. Auflage des Wettbewerbes. Sieger wurde der tschechische Vertreter Spartak Sokolovo Prag.
| Mannschaft 1          | Mannschaft 2             | Spiel 1 | Spiel 2 |
| --------------------- | ------------------------ | ------- | ------- |
| Qualifikationsrunde   |                          |         |         |
| Rapid Bukarest        | BSG Lokomotive Rangsdorf | 7:3     | 11:10   |
| Viertelfinale         |                          |         |         |
| Spartak Sokolovo Prag | US Atlantic Nantes       | 20:2    | 16:3    |
| RSV Mülheim           | SC Danubia Wien          | 6:1     | 3:5     |
| HC Știința Bukarest   | Rapid Bukarest           | 10:8    | 4:4     |
| ORK Belgrad           | Cracovia                 | 3:4     | 7:5     |
| Halbfinale            |                          |         |         |
| RSV Mülheim           | Spartak Sokolovo Prag    | 7:6     | 2:6     |
| HC Știința Bukarest   | ORK Belgrad              | 6:7     | 5:6     |
| FINALE                |                          |         |         |
| ORK Belgrad           | Spartak Sokolovo Prag    | 3:2     | 4:9     |